# کلیسای ژیل
کلیسای ژیل (به سوئدی: Gylle kyrka) یک کلیسای لوتری قرون وسطایی است که در حومه شمال شرقی شهر ترلبرگ سوئد واقع شده‌است. این کلیسا زیرمجموعه اسقف نشین لوند است.

## تاریخ و معماری
کلیسای ژیل احتمالاً در اواخر قرن ۱۲ ساخته شده‌است، اما متعاقباً در موارد متعددی تغییر یافته و بازسازی شده‌است. برج این کلیسا مربوط به اواخر قرون وسطی، احتمالاً قرن ۱۵ یا ۱۶ است. در سال ۱۸۷۵، کلیسا به‌طور قابل توجهی بزرگ و تغییر یافت. یک مصلوب بزرگ از نیمه دوم قرن ۱۵ در کلیسا حفظ شده‌است، در حالی که قطعه محراب مربوط به سال ۱۵۸۰، به سبک رنسانس است. چندین بار نقاشی از محراب انجام شده‌است، اما در طی یک بازسازی در سال ۱۹۳۶، نقاشی‌های اصلی بازسازی شدند. منبر نیز مربوط به قرن شانزدهم است.